# Babbage River
Der Babbage River ist ein etwa 195 km langer Fluss im kanadischen Territorium Yukon.

## Flusslauf
Der Fluss entspringt in den British Mountains, dem kanadischen Teil der Brooks Range, auf einer Höhe von etwa 950 m. Er fließt anfangs 20 km in südlicher Richtung aus dem Gebirge. Anschließend fließt der Babbage River 20 km entlang der Südflanke des Gebirgszuges in östlicher Richtung, bevor er sich nach Nordosten wendet. Der Babbage River bildet dabei die südöstliche und später die nordöstliche Abgrenzung des Ivvavik-Nationalparks. Auf den letzten 60 km wendet er sich nach Norden und bildet zahlreiche Flussschlingen und Altarme aus. 20 km oberhalb der Mündung treffen die beiden größeren Flüsse Trail River und Tulugaq River von links auf den Babbage River. Dieser mündet schließlich südlich der Landspitze Kay Point, 40 km südöstlich von Herschel Island, in die Beaufortsee. Der Babbage River gehört somit zum Einzugsgebiet des Arktischen Ozeans. Der Babbage River entwässert ein Areal von etwa 4750 km².

## Hydrologie
Bei Flusskilometer 103, unterhalb der Einmündung des Caribou Creek, zeichnete 1978–1994 ein Pegel den Abfluss des Babbage River auf. Das Einzugsgebiet an der Stelle beträgt 1500 km². Der gemessene mittlere Abfluss lag bei 11 m³/s.